# GPR125
G protein spregnuti receptor 125 je protein koji je kod ljudi kodiran GPR125 genom.

## Literatura
- Seandel M;  . (2007). „Generation of functional multipotent adult stem cells from GPR125+ germline progenitors.”. Nature. 449 (7160): 346—50. PMC 2935199 . PMID 17882221. doi:10.1038/nature06129.
- Strausberg RL; Feingold EA; Grouse LH;  . (2003). „Generation and initial analysis of more than 15,000 full-length human and mouse cDNA sequences.”. Proc. Natl. Acad. Sci. U.S.A. 99 (26): 16899—903. PMC 139241 . PMID 12477932. doi:10.1073/pnas.242603899.
- Clark HF; Gurney AL; Abaya E;  . (2003). „The secreted protein discovery initiative (SPDI), a large-scale effort to identify novel human secreted and transmembrane proteins: a bioinformatics assessment.”. Genome Res. 13 (10): 2265—70. PMC 403697 . PMID 12975309. doi:10.1101/gr.1293003.
- Ota T; Suzuki Y; Nishikawa T;  . (2004). „Complete sequencing and characterization of 21,243 full-length human cDNAs.”. Nat. Genet. 36 (1): 40—5. PMID 14702039. doi:10.1038/ng1285.
- Yamamoto Y; Irie K; Asada M;  . (2004). „Direct binding of the human homologue of the Drosophila disc large tumor suppressor gene to seven-pass transmembrane proteins, tumor endothelial marker 5 (TEM5), and a novel TEM5-like protein.”. Oncogene. 23 (22): 3889—97. PMID 15021905. doi:10.1038/sj.onc.1207495.
- Bjarnadóttir TK; Fredriksson R; Höglund PJ;  . (2005). „The human and mouse repertoire of the adhesion family of G-protein-coupled receptors.”. Genomics. 84 (1): 23—33. PMID 15203201. doi:10.1016/j.ygeno.2003.12.004.
- Gerhard DS; Wagner L; Feingold EA;  . (2004). „The status, quality, and expansion of the NIH full-length cDNA project: the Mammalian Gene Collection (MGC).”. Genome Res. 14 (10B): 2121—7. PMC 528928 . PMID 15489334. doi:10.1101/gr.2596504.
- Olsen JV; Blagoev B; Gnad F;  . (2006). „Global, in vivo, and site-specific phosphorylation dynamics in signaling networks.”. Cell. 127 (3): 635—48. PMID 17081983. doi:10.1016/j.cell.2006.09.026.